# Konak-Platz
Der Konak-Platz (türkisch Konak Meydanı) ist ein zentraler Platz und Verkehrsknotenpunkt in der türkischen Metropole Izmir, gelegen im Stadtteil Konak.

## Platzgestaltung
In der Mitte der westlichen Hälfte des Platzes steht der im Jahr 1901 gebaute Uhrturm. Um diesen herum befinden sich nördlich das Rathaus von Izmir und östlich die aus dem 18. Jahrhundert stammende Yalı-Moschee. Vor dem Rathaus befindet sich ein Denkmal zu Ehren des türkischen Nationalhelden Hasan Tahsin, der im türkischen Befreiungskrieg den ersten Schuss abgefeuert haben soll, als griechische Schiffe in Izmir landeten. Die östliche Grenze des Platzes ist der Cumhuriyet Boulevard; die westliche der Mustafa Kemal Sahil Boulevard. Im Süden mündet er in den Kent-Tarihi-Park (deutsch Park der städtischen Geschichte). Zum Mustafa Kemal Sahil Boulevard hin wird der Platz durch eine Wassertreppe begrenzt.
Auf der anderen Straßenseite des Mustafa Kemal Sahil Boulevard befindet sich der Hafenbahnhof von Konak. Dort fahren mehrmals täglich etwa viermal pro Stunde Fähren nach Karşıyaka, Göztepe, Alsancak und Bayraklı.